# Mémo McCollum
Pour les articles homonymes, voir McCollum.

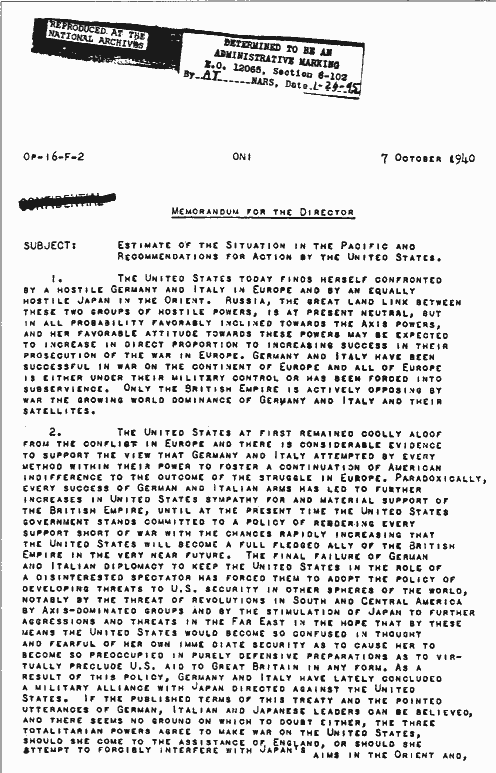
Première page du mémo McCollum.

Le mémo McCollum, aussi connu sous le nom de « mémo des huit actions », est une note datée du 7 octobre 1940 (plus d'un an avant l'attaque de Pearl Harbor). Envoyée par le lieutenant-commandant Arthur H. McCollum, en sa qualité de directeur de la section d'Extrême-orient du renseignement naval de la marine américaine, elle « informe le président des nouveaux renseignements sur le [Japon]... [et présente] à la Maison blanche chaque rapport japonais diplomatique ou militaire intercepté et décodé ». Elle a été reçue par les capitaines de la marine Dudley Wright Knox (en), qui approuve les actions décrites dans le mémo, et Walter Stratton Anderson (en).
Le mémo présente la situation générale des différentes nations impliquées dans la Seconde Guerre mondiale et recommande un plan d'actions en huit étapes pour les États-Unis concernant l'empire du Japon dans le Pacifique Sud, suggérant d'ailleurs de provoquer les Japonais pour les amener à commettre un « acte manifeste de guerre ». Le mémo présente plusieurs personnes du renseignement naval qui considèrent qu'il est nécessaire d'amener le Japon à engager la guerre : « Nous ne croyons pas que, dans l'état actuel de l'opinion politique, le gouvernement américain soit capable de déclarer la guerre au Japon dans l'immédiat [...] Si par [ce plan en huit points], le Japon en vient à commettre un acte de guerre manifeste, alors c'est le mieux ».
Le mémo McCollum a été diffusé publiquement lors de la publication du livre de Robert Stinnett, Day of Deceit en 1999. Stinnett le présente comme une preuve d'une conspiration de l'administration Roosevelt pour provoquer secrètement les Japonais à attaquer les États-Unis afin d'engager ceux-ci dans la guerre européenne sans générer un mécontentement public quant aux promesses politiques rompues. Roosevelt venait récemment de conduire une campagne en promettant que les États-Unis ne s'impliqueraient pas dans la guerre en Europe sous son gouvernement. Stinnett omet de mentionner que McCollum n'a jamais rencontré Roosevelt, et son affirmation du contraire est fausse. De plus, Stinnett attribue à McCollum une position qu'il a réfutée catégoriquement, même lors d'un témoignage sous serment.

## Le plan en huit actions
Le mémo McCollum contient un plan en huit étapes pour contrecarrer la montée de la puissance japonaise en Asie orientale :
1. Conclure un arrangement avec le Royaume-Uni pour utiliser les bases britanniques dans le Pacifique, et particulièrement Singapour.
2. Conclure un arrangement avec les Pays-Bas pour utiliser les installations militaires et acquérir du matériel des Indes orientales néerlandaises.
3. Donner toute l'aide possible au gouvernement chinois de Tchang Kaï-chek.
4. Envoyer une division de croiseurs lourds en Orient, aux Philippines ou à Singapour.
5. Envoyer deux divisions de sous-marins en Orient
6. Garder la force principale de la flotte américaine dans le Pacifique[,] dans les environs des îles Hawaï.
7. Insister pour que les Néerlandais refusent d'accéder aux demandes des Japonais de concessions économiques, particulièrement de pétrole.
8. Établir un embargo complet sur tout le commerce américain avec le Japon, en collaboration avec un embargo similaire imposé par le Royaume-Uni.

## Réception du mémo
Le mémo est lu et classé par le capitaine Knox, qui, bien qu'apparemment réticent à provoquer « quoi que ce soit en Orient », l'approuve. Plus précisément, il écrit :

« C'est sans doute dans notre intérêt de ne pas supplier la Grand-Bretagne - elle est aujourd'hui dans une impasse et ne peut probablement pas faire mieux. Nous devons nous assurer qu'elle sorte au moins de cette impasse. Pour cela, elle aura probablement besoin de l'aide américaine pour l'approvisionner en destroyers et en équipements anti-aériens. Nous ne devons pas précipiter quoi que ce soit en Orient qui entraverait notre capacité à réagir - tant que le risque existe. Si l'Angleterre reste stable, le Japon restera prudent en Orient. C'est pourquoi notre aide à l'Angleterre dans l'Atlantique est une protection autant pour elle que pour nous en Orient. Cependant, j'approuve votre plan d'action. Nous devons être prêt des deux côtés et probablement devenir assez fort pour s'occuper des deux. »

Stinnett écrit qu'« aucun rapport spécifique n'a été retrouvé par l'auteur qui indique si [Anderson] ou Roosevelt en ont réellement vu », « une série de notes de routage présidentielles sur des renseignements collatéraux dans les dossiers de la marine offre des preuves évidentes qu'ils n'en ont jamais vu ». Ces preuves de « notes de routage présidentielles secrètes » ne sont pas présentées. Stinnett explique qu'« en 1941, semblait-il, provoquer le Japon à frapper le premier était la politique principale qui guidait les actions de FDR (Roosevelt) contre le Japon » et que « les membres du Cabinet de Roosevelt, surtout le notable secrétaire à la Guerre Henry Lewis Stimson, prônaient cette politique, selon les écrits personnels de Stimson ». D'autres preuves suggèrent que Roosevelt considérait le mémo comme approuvant ses croiseurs « surgissants », une planification des actions 4 et 5 : « Je veux juste qu'ils surgissent ici et jettent le trouble chez les Japonais. Je pense perdre un ou deux croiseurs, mais je ne prendrais pas le risque d'en perdre cinq ou six ».
D'un autre point de vue, l'amiral Husband E. Kimmel s'oppose à cette stratégie de croiseurs « surgissants », en affirmant que c'était « la pire action possible et [que] ce mouvement entraînerait la guerre », et que « cette décision va l'encontre de mes choix ». En fait, à ce moment, Kimmel ignorait l'existence de la politique en huit points de Washington.
L'amiral James O. Richardson (en) s'oppose également à ce plan et « cite que le président avait déclaré : " Tôt ou tard, les Japonais commettront un acte de guerre manifeste contre les États-Unis et la nation entrera en guerre" ».
En outre, l'amiral Chester Nimitz refusa le commandement de la flotte du Pacifique car il ne voulait pas devenir le bouc émissaire si les Japonais attaquaient les États-Unis par surprise. Dans une entrevue sur une chaîne d'histoire, son fils décrit la manœuvre politique de son père :  « il a affirmé que "je pense que les Japonais vont nous attaquer par surprise. Il y aura un rejet dans le pays contre tous ceux qui commandaient en mer, et ils seront remplacés par des personnes d'importance du commandement terrestre, et je veux être sur la terre, et non en mer, lorsque cela arrivera" ».
La symbolisation du mémo McCollum en tant qu'appel à la guerre n'est pas accepté par l'historien militaire américain Conrad Crane, qui écrit : 

« Une lecture attentive montre que ces recommandations étaient censés prévenir les actions du Japon ou le contenir, tandis que les États-Unis se prépareraient pour un conflit futur dans le Pacifique ; Il y a un avis désinvolte qu'un acte de guerre manifeste de la part des Japonais permettrait facilement de gagner le soutien du peuple à la guerre contre le Japon, mais le but du document n'était pas de s'assurer que cela n'arriverait pas. »